# 프레드리크 오케손
칼 프레드리크 헨리크 오케손(스웨덴어: Karl Fredrik Henrik Åkesson, 1972년 7월 18일 ~ )은 스웨덴의 헤비 메탈 기타리스트이다. 그는 현재 오페스의 구성원으로 재직 중이다. 그는 또한 크룩스, 몬스터즈 오브 메탈, 탈리스만에서 활동한다.

## 약력
오케손은 12살에 기타를 연주하기 시작했다. 그가 유년기 시절 영향을 받은 음악가로는 미하엘 솅커, 울리 존 로스, 잉베이 말름스틴, 조지 린치가 있다. 탈리스만의 창립자인 마르셀 제이콥은 기타리스트 제이슨 비엘러가 사이곤 킥에서 활동하기 위해 밴드를 탈퇴하자 1992년에 기타리스트를 모집하는 오디션을 주최하고 당시 19살이었던 오케손이 발탁된다. 그는 약 4년간 탈리스만에서 재직하면서 5개 음반에 참여한 뒤 좀 더 헤비한 밴드에서 활동하기 위해 밴드를 탈퇴한다. 오케손, 매츠 레벤, 존 레벤, 리카르드 에벤샌드는 '아이볼'이라는 밴드를 창단하고 이후 '사우스퍼' 로 개명한다. 오케손은 1998년에 사우스퍼의 데뷔 앨범과 클록와이즈의 음반 Naive에 참여한다. 그는 또한 클록와이즈에서 저니에 대한 트리뷰트 음반의 수록곡인 "Send Her My Love"를 녹음하지만 이 음반은 발매되지 않는다.
오케손은 탈리스만에 재가입한 뒤 투어를 떠난다. 그들은 두 정규 음반인 Cats and Dogs (2003)와 7 (2006), 2005년에는 라이브 음반 Five Men Live (이후 World's Best Kept Secret이란 이름의 DVD로 발매된다)를 녹음한다. 2004년, 오케손은 기타리스트 토마스 페터슨을 대신하여 티아맷의 투어 기타리스트로 가입하고 2006년 발매 DVD인 The Church of Tiamet에서 모습을 드러낸다. 그는 또한 매츠 레벤과 '사바테일'의 음반 Night Church에 참여한다.
오케슨은 욘 노럼의 음반 Optimus에서 수록곡 두 곡을 공동작곡하였고 녹음작업에도 참여하였다. 또한 그는 2005년부터 2007년까지 멜로딕 데스 메탈 밴드 아치 에너미의 기타리스트 크리스토퍼 아모트가 2005년 9월부터 2007년 3월까지 18개월 동안의 휴식기를 갖는 동안 밴드의 기타리스트로 활동하였다. 그는 크룩스의 2006년 발매작 II에 참여하였다. 2007년, 그는 스웨덴 록 페스티벌에서 크룩스와 함께 공연하였다.
2007년 5월 17일, 프로그레시브 데스 메탈 밴드 오페스의 기타리스트 페테르 린드그렌을 대신하여 오케손이 밴드에 가입한다는 소식이 전해졌다. 그는 오페스와의 첫 투어는 드림 시어터와 비트윈 더 베리드 앤드 미와 함께 한 프로그레시브 네이션 투어(Progressive Nation Tour)였다. 그가 참여한 오페스의 첫 음반은 2008년작 Watershed이었으며 미카엘 오케르펠트와 함께 수록곡 "Porcelain Heart"를 공동작곡하였다. 2011년 11월, 오케손이 작곡한 보너스 트랙 "Pyre"을 수록한 음반 Heritage가 발매되었다.

## 엔도저
오케손은 2007년까지 ESP 기타 사와 엔도저 계약을 맺었다. 그의 시그니처 모델 또한 존재한다. 오페스에 가입한 이후, 그는 PRS 기타와 마샬 JVM 410 앰프와 캡을 사용한다. "Porcelain Heart"의 비디오 클립에서는 그가 PRS 마크 트레몬티 시그니처 기타를 사용하는 것을 알 수 있다. 2009년, 그는 마샬 앰프에서 블랙스타 사의 앰프 '시리즈 원 200'으로 교체했다. 그는 또한 프랙탈 오디오 사의 액스 FX 이펙트 프로세서를 사용한다. 2012년, 그는 다시 마샬 사의 앰프를 사용하기 시작했다. 2011년에는 PRS 기타 사에서 그의 시그니처 모델 기타를 제작했다.

## 디스코그래피

### 오페스
- Watershed (2008)
- In Live Concert at the Royal Albert Hall (2010)
- Heritage (2011)
- Pale Communication (2014)
- Sorceress (2016)

### 크룩스
- Krux (2003)
- Live (DVD) (2003)
- II (2006)
- He Who Sleeps Amongst The Stars (2011)

### 아치 에너미
- Live Apocalypse (DVD, 2006)

### 티아맷
- Church of Tiamet (DVD, 2005)

### 욘 노럼
- Optimus (2005)

### 사바테일
- Night Church (2004)

### 탈리스만
- 7 - 2006
- Five Men Live - 2005
- Cats and Dogs - 2003
- BESTerious (Compilation) - 1996
- Best of... (Compilation, different from above) - 1996
- Life - 1995
- Five out of Five (Live in Japan) - 1994
- Humanimal - 1994
- Humanimal Part II - 1994
- Genesis - 1993

### 탈리스만의 CD 싱글과 프로모션
- Frozen (CD Single) (1995)
- All + All (CD Single) (1994)
- Todo y Todo (CD Single) (All + All Latin American market release under nickname Genaro) (1994)
- Colour My XTC (CD Single) (1994)
- Doing Time With My Baby (CD Single) (1994)
- Time after Time (CD Single) (1993)
- Mysterious (This Time is Serious) (CD Single) (1993)

### 휴먼 클레이
- Closing the Book on Human Clay (2003)
- Human Clay (1996)

### 사우스퍼
- SouthPaw (1998)

### 클록와이즈
- Naïve (1998)